# Kirobo

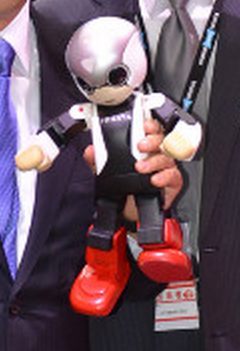
机器人Kirobo

Kirobo是全球首隻登上太空會說話的機械人，於2013年8月10日，在種子島宇宙中心乘坐白鸛號升空。Kirobo是一部會辨認日語的迷你機械人，日後會聯同日本太空人若田光一國際太空站中對話。Kirobo由日本科學家高穚智隆領導的團體研發，成員包括東京大學、豐田汽車、電通公關公司及宇宙航空研究開發機構。Kirobo全身採用白、黑、 紅、淺黃色，高34厘米、闊18厘米、厚15厘米，體重約1公斤，名稱來自日語中「希望」（kibo）與機器人（robot）。Kirobo在8月21日透過錄影連線發表講話，成為全球第一個會說話的機械太空人，

## 外部連結
- きぼうロボットプロジェクト （日語）
- キロボ/ミラタ （日語）